# Jari Jones
Jari Jones (Nueva York, Estados Unidos; 18 de mayo de 1991) es una actriz, modelo, productora de cine y activista por los derechos de las personas trans estadounidense, que ha sido rostro de campaña de la casa de modas Calvin Klein y la línea de productos estéticos Dove. También ha participado en la serie de televisión Pose y en varias producciones cinematográficas entre ellas, Adam y Port Authority. Además, ha desfilado para la firma Cromat.

## Biografía

### Inicios
Jones nació en la ciudad de New York, Estados Unidos. Sus padres son afroamericanos, su madre de profesión ama de casa y su padre comerciante.
Comenzó su carrera como actriz de teatro para luego iniciarse en la televisión y el cine. Entre sus participaciones se encuentra la serie del canal FX, Pose; Tales of the City y el musical de Amazon Prime Video, Transparent. También ha estado presente en las películas Adam; Port Authority y en los cortometrajes, Affordable Housing y Broken Bird.
Como productora de cine, fue reconocida en el Festival de Cannes y en su faceta de modelo de cuerpo positivo, ha sido portada en los medios Allure, The New York Times, Nylon, The Advocate y las revistas PAPER, Vogue y Teen Vogue. En 2019, desfiló para Chromat, en la Semana de la Moda de Nueva York y fue imagen para la marca de productos estéticos Dove.

### 2020: Rostro de Calvin Klein
Para mitad de junio de 2020, motivo a la celebración del Orgullo Gay, la casa de modas estadounidense Calvin Klein, anunció que Jari Jones sería el nuevo rostro de la campaña «Proud in my Calvins» de dicha marca.  Es la primera vez que una modelo trans afrodescendiente estuviera involucrada en dicho proyecto de Calvin Klein, donde también participa el cantante y drag queen brasileño Pabllo Vittar; el youtuber transgénero Chella Man; el artista queer Gia Woods y el actor Tommy Dorfman; junto a 5 personas más seleccionadas.
En parte de los videos de la campaña, la actriz menciona lo siguiente:

Soy madre de un montón de jóvenes queer. Algunos de estos niños han venido a la ciudad de Nueva York sin un centavo en el bolsillo y solo un gran sueño. Pero, ya sabes, tienen cosas en contra de ellos: son de color, son raros, son trans, y yo solo estoy allí para ser su apoyo.
Jari Jones

El anuncio fue recibido en su mayoría, tanto en medios como en redes sociales con una percepción positiva, en especial por las comunidades afrodescendientes y LGBT, generando el debate de la visibilización de las personas trans, aunque hubo algunos internautas con comentarios opuestos.

## Vida personal
Jones, está casada con el activista y consejero estadounidense trans, Corey Kempster, a quien conoció cuando estaban en la Universidad. Hicieron la transición estando juntos. Aparte, la actriz también es activista por los derechos de las personas trans y partidaria del movimiento «Black Lives Matter».